# Blatnice pod Svatým Antonínkem
Blatnice pod Svatým Antonínkem (in tedesco Groß Blatnitz) è un comune della Repubblica Ceca facente parte del distretto di Hodonín, in Moravia Meridionale.